# Arte nazarí

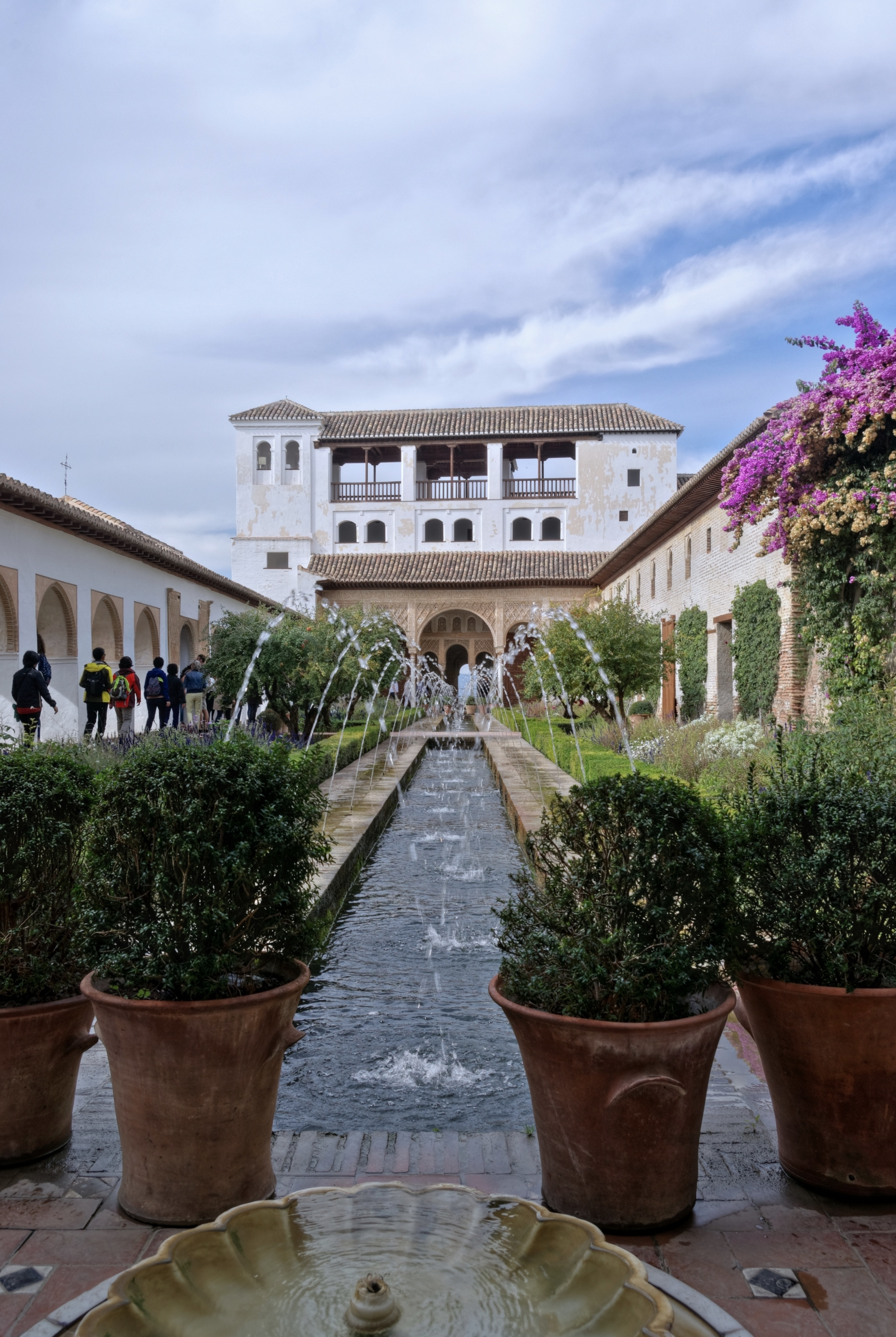
El Patio de la Acequia.

El arte nazarí, también llamado arte granadino, constituye la última etapa del arte hispanomusulmán. Se desarrolla durante los siglos XIII, XIV y XV, extendiéndose además de por el Reino Nazarí de Granada, por Berbería y los dominios cristianos de la península ibérica, contribuyendo al surgimiento del arte mudéjar. 
La obra por antonomasia que define a la dinastía nazarí (1237-1492) es la Alhambra, Qalat al-Amra, "el castillo rojo", verdadera síntesis de arquitectura palatina islámica y de los nuevos elementos de fortificación incorporados a la arquitectura militar. A ella se asocia una almunia o huerta de recreo conocida como el Generalife o Yannat al-Arif o "huerta del Arquitecto".

## Contexto historíco
Al debilitarse el imperio almohade surgen en al-Ándalus nuevos pequeños reinos que se hacen con el poder entre los siglos XIII y XV. La batalla de las Navas de Tolosa, en 1212, abre el camino hacia el sur a los conquistadores cristianos. En contraposición, a partir de 1232, los musulmanes de Arjona (Jaén) proclaman sultán a Muhamad ibn Yusuf ibn Nasr. Se inicia así un proceso de reconstrucción territorial mediante el cual se forma en la Andalucía penibética un nuevo reino, el nazarí, cuya capital desde 1237 será Granada. La constante presión cristiana redujo paulatinamente el reino, terminando con la capitulación de Granada el 2 de enero de 1492. De este modo, desaparecía el último bastión islámico de al-Ándalus. Surgiendo así el término de 'Arte Nazarí'

## La Alhambra

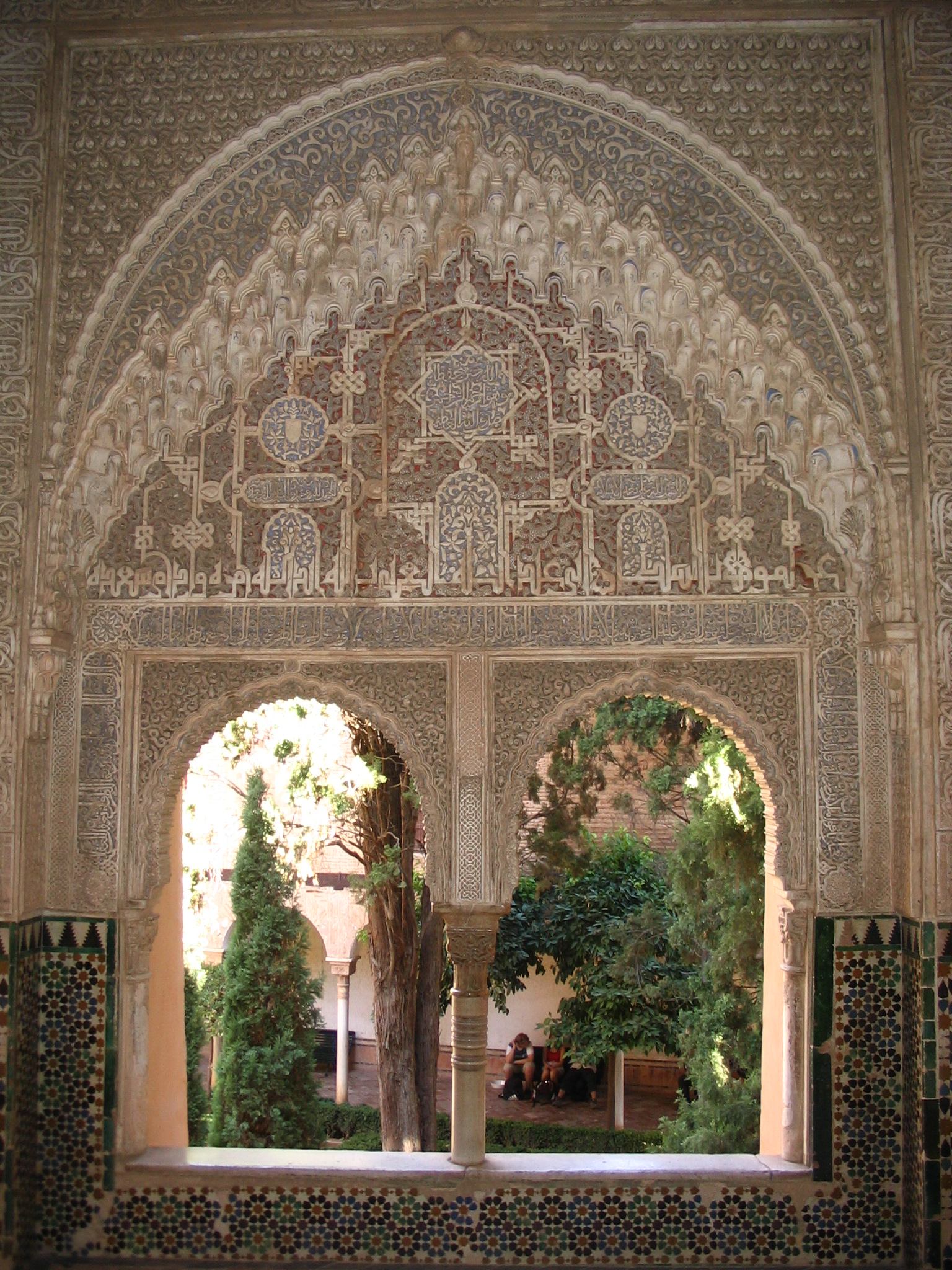
La Alhambra.

La Alhambra es iniciada por el fundador de la dinastía, Muhammad I, que abandona la alcazaba taifa emplazada en el Albaicín y elige esta colina para situar su residencia. El lugar contaba con los restos de una pequeña fortificación del siglo XI que transforma en su propia alcazaba. Para ello, la dota de un doble recinto: uno exterior a modo de barbacaba o antemuro y otro interior reforzado por altas torres; e instala en su interior un barrio castrense con casas, baño y aljibe.
A partir de la alcazaba se desarrolla el recinto amurallado de la ciudad jalonado de torres defensivas, si bien algunas de ellas introducen la novedad de convertirse en viviendas palatinas. A pesar del carácter de estas torres el verdadero núcleo palatino lo constituye la denominada Casa Real Vieja de la Alhambra de la que forman parte los palacios de Comares y de los Leones. Aparte de estos conjuntos residenciales y protocolarios la ciudad también fue dotada con mezquita congregacional, baños, ceca, barrio de servidores, cementerio real, y talleres.
Entre los principales núcleos palatinos hay que destacar en primer lugar el mexuar (maswar) o sala donde se reúne el consejo de ministros o visires. Su construcción se debe a Ismail I, siendo reformado por Muhammad V. A pesar de haber sufrido grandes transformaciones, su sala rectangular cuenta en la parte central con cuatro columnas que soportaban una linterna. En torno a este espacio central cuadrado se disponen otras tantas estancias rectangulares.

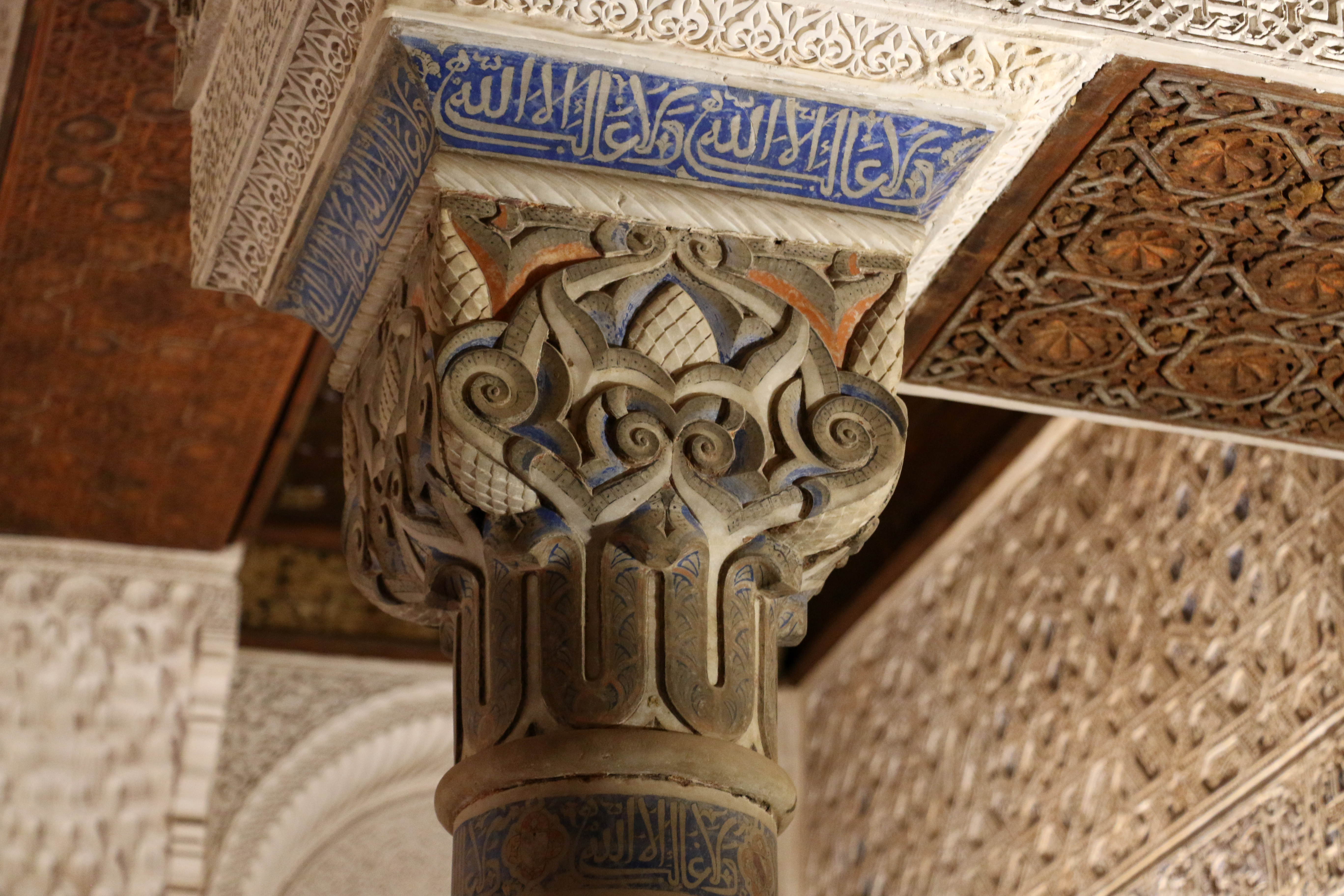
Capiteles nazaríes.

Al norte del mexuar se levanta el patio del Cuarto Dorado. Uno de sus lados está cerrado por una gran fachada llamada de Comares por ser el acceso monumental a dicho conjunto palatino. El palacio de Comares, construido por Yusuf I y reestructurado por Muhammad V, debe su nombre al término árabe qamriyya o qamariyya que en Oriente se utiliza para designar las vidrieras de colores. La gran fachada de Comares situada en el patio del Cuarto Dorado, siguiendo la tradición de los monarcas orientales, servía de marco al monarca cuando sentado ante ella concedía audiencias públicas a sus súbditos. Pero, al mismo tiempo, la fachada revela claramente su doble destino, puesto que una de sus puertas sirve de acceso a la zona residencial mientras que la otra introducía en el patio del palacio. Este gran patio rectangular, denominado de los Arrayanes o de la Alberca, está articulado en torno a un eje longitudinal cuya parte central va ocupada por una alberca. Los dos lados mayores del rectángulo estaban ocupados por cuatro viviendas privadas -dos a cada lado- para las cuatro esposas legítimas del sultán. Los lados menores, porticados, acogían: en el meridional la vivienda del príncipe heredero mientras que en el septentrional se hallaba la del sultán. Esta última es una sala rectangular acotada con alcobas a la que se conoce como la sala de la Barca (baraka, bendición). Un pequeño pasillo paralelo a la sala conduce en su extremo derecho a un pequeño oratorio mientras que en el extremo izquierdo una escalera ascendía a otra cámara situada sobre el salón del trono. Finalmente, y alojada en la potente torre de Comares, se hallaba el salón del Trono o de Embajadores cuya techumbre de madera ha sido interpretada como los siete cielos del Paraíso coránico. En esta sala el monarca celebraba sus recepciones y actos solemnes.
De forma transversal a este conjunto se encuentra el palacio de los Leones, construido por Muhammad V. De forma tradicional, ha sido considerado la residencia privada del monarca; si bien recientemente se le ha atribuido una función similar al núcleo anterior. De manera que, la sala de las Dos Hermanas actuaría como mexuar mientras que el mirador de Lindaraja sería el salón del Trono. Con independencia de cualquiera de estas posibles funciones, el conjunto se articula en torno a un patio crucero en cuya intersección se encuentra la fuente con doce leones de mármol procedentes de una construcción del siglo XI. Avanzan en los lados menores del patio sendos pabellones mientras que sus cuatro lados están porticados. En el eje de cada uno de ellos se abren las correspondientes estancias conocidas con los nombres de: Sala de los Mocárabes, de los Abencerrajes, de los Reyes.

## Características

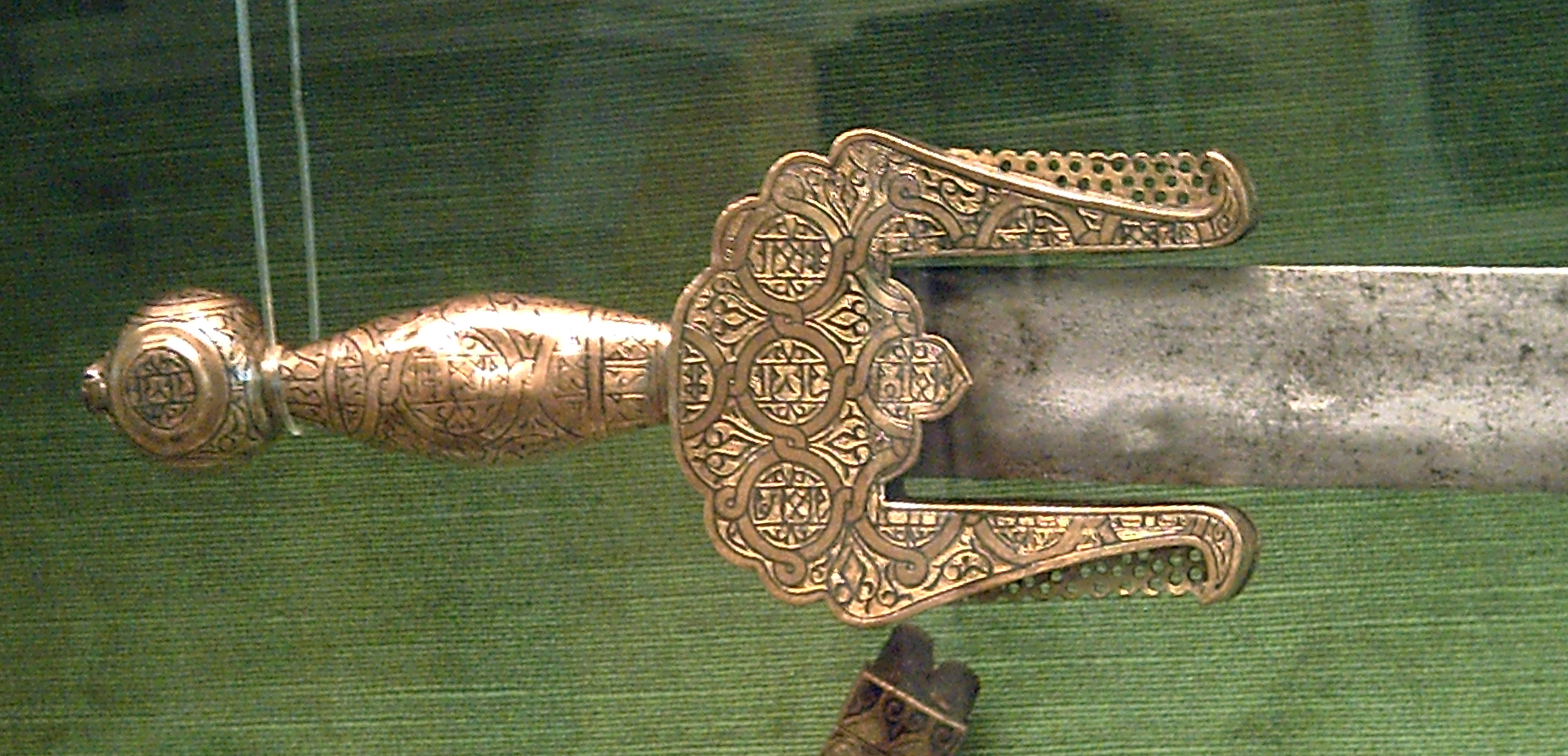
Espada nazarí (M.A.N.)

Así pues, el conjunto de la Alhambra y algunos otros edificios como el Cuarto Real de Santo Domingo y Alcázar Genil, ambos en Granada, los vestigios de la ciudad de Ronda y los numerosos castillos permiten establecer el marco general del arte nazarí que no es otro sino la síntesis del arte hispanomusulmán.

### Arquitectura militar
La arquitectura militar desarrolla los sistemas generados en época anterior dotándolos de una mayor complejidad. La arquitectura palatina emplea dos tipos de organización de patios cuyos precedentes se rastrean desde Medinat al-Zahra. Se trata del patio monoaxial —patio de los Arrayanes o de la Alberca— y del patio crucero —patio de los Leones—. Las estancias vinculadas a ellos responden nuevamente a dos tipologías: una alargada con extremos acotados por alcobas, y otra cuadrada rodeada por habitaciones. Sirvan de ejemplo la Sala de la Barca y la Sala de las Dos hermanas.

### Arquitectura religiosa
Los escasos vestigios de arquitectura religiosa permiten pensar en mezquitas que siguen el modelo almohade con naves perpendiculares al muro de la quibla. La única novedad proviene del hecho de utilizar columnas de mármol cuando el edificio tiene cierta relevancia. En cuanto al repertorio ornamental utilizan una profusión decorativa que enmascara la pobreza de los materiales, empleando desde zócalos de alicatado y yeserías de estuco a decoración pintada, como la conservada en la bóveda de la Sala de los Reyes. Es característica la columna de fuste cilíndrico

### Arquitectura civil
Por lo que respecta a la arquitectura civil cuenta en la ciudad de Granada con el testimonio de dos edificios: el funduq y el maristan. El funduq, denominado en la actualidad Corral del Carbón, era una especie de albergue o posada destinada al alojamiento de comerciantes foráneos y de sus mercancías, que a veces, estaban especializados en un producto determinado. El maristán u hospital, asociado con posterioridad a manicomio, fue edificado por Muhammad V y demolido en 1843. Ambas fundaciones tenían una estructura cuadrangular de dos pisos en torno a un patio con alberca.

### Ornamentación

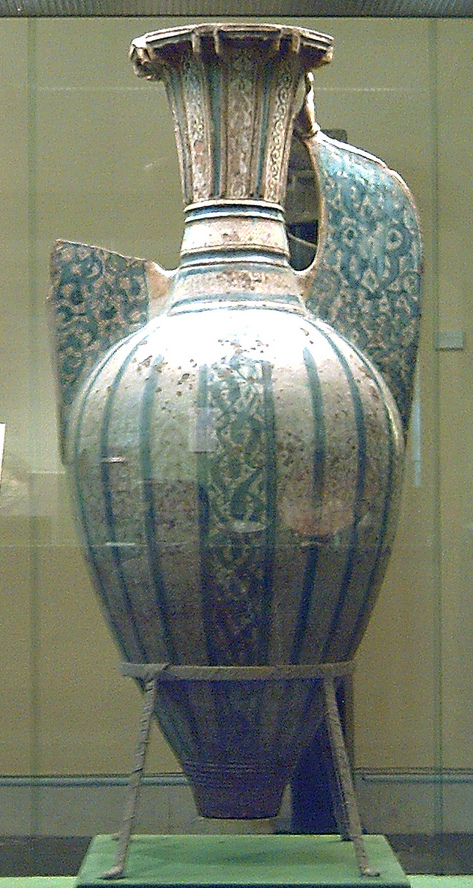
Jarrón tipo Alhambra (M.A.N., Madrid)

En cuanto al repertorio ornamental utilizan una profusión decorativa que enmascara la pobreza de los materiales empleando: desde zócalos de alicatado y yeserías de estuco, a decoración pintada; como la conservada en la bóveda de la Sala de los Reyes. Es característica la columna de fuste cilíndrico y el capitel de dos cuerpos: uno cilíndrico decorado con cintas y otro cúbico con ataurique. Los arcos preferidos son de medio punto peraltado y angrelados. Las cubiertas de madera alternan con bóvedas de mocárabes realizadas en estuco como las de la Sala de las Dos Hermanas o la de los Abencerrajes. Asimismo, a los motivos ornamentales habituales —geométricos, vegetales y epigráficos— se une el escudo nazarí que será generalizado por Muhammad V.

### Artes decorativas
Similar al esplendor arquitectónico es el adquirido por las artes suntuarias, destacando las cerámicas de reflejo metálico y los tejidos de seda a las que pueden añadirse los bronces, las taraceas y las armas. La cerámica de lujo, conocida como de reflejo metálico o loza dorada, se caracteriza por someter su última cocción a fuego reducido —de oxígeno— y menor temperatura. Con este procedimiento, la mezcla de sulfuro de plata y cobre empleada en la decoración llega a la oxidación produciendo el brillo metalizado. También fue frecuente añadir óxido de cobalto dando lugar a una serie en azul y dorado. Con esta técnica se realizaron los famosos "vasos" o jarrones de la Alhambra.
Los tejidos nazaríes, por su parte, constituyen la última etapa de esplendor de los tejidos de seda andalusíes que serán sustituidos por terciopelos labrados. Se caracterizan por sus intensos colores y la utilización de motivos idénticos a los empleados en la decoración arquitectónica.

### Otras muestras de arte
Desde al menos mediados del siglo XX se ha tenido constancia de la existencia de pinturas ocultas en el Salón de Embajadores del Palacio de Comares de la Alhambra, en partes solo accesibles para los artesanos nazaríes que participaron en la construcción. En posteriores tareas de restauración del Mirador de Lindaraja, a principios del siglo XXI, fue documentada la existencia de 80 dibujos policromados ocultos realizados por los artesanos que trabajaron en la decoración del palacio. También posteriores trabajos mostraron la existencia de más dibujos en el templete oeste del Patio de los Leones, incluyendo, ambos grupos de dibujos, representaciones humanas ¡algo prohibido en el islam!.
Podemos destacar también la sillería del coro bajo del Monasterio de Santa Clara de Moguer, realizado por artesanos nazaríes para este convento cristiano de Huelva, donde destacan decoraciones típicamente nazaríes, como leones, frases en árabe o columnas con los capiteles típicos de la Alhambra.

## Desarrollo posterior
A partir del siglo XIX, con los revivals, renacimientos o movimientos neo, surge el neoárabe, que aglutina todas los artes musulmanes, incluidos el nazarí, donde se copian yeserías, azulejos, mocárabes y especialmente, sus columnas, como vemos en el Palacio La Alhambra, el Casino de Murcia, el Kiosco morisco, la Gran Sinagoga de Budapest, la Nueva Sinagoga de Berlín, o la Casa de los Cristales. 

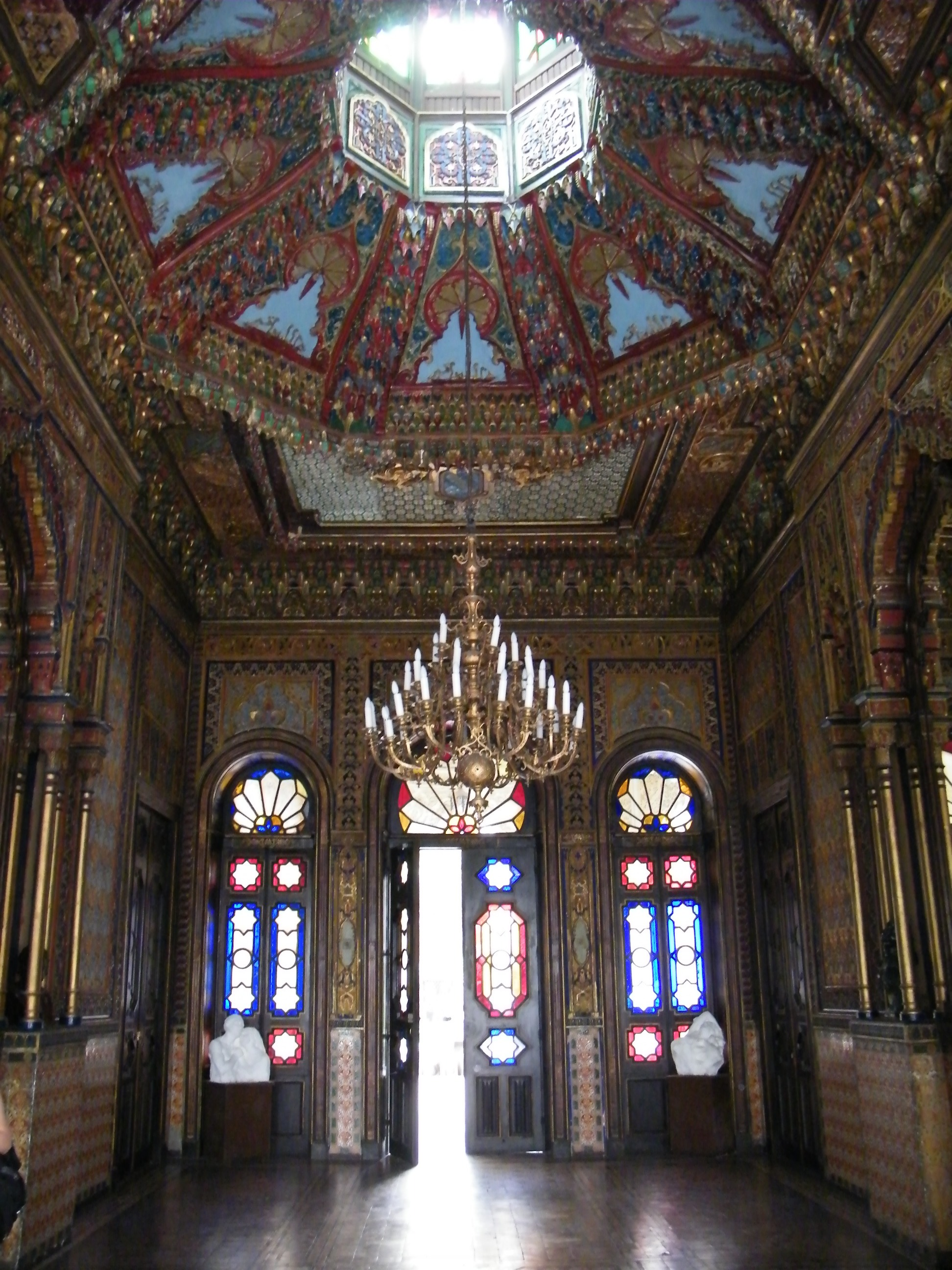
Palacio de La Alhambra
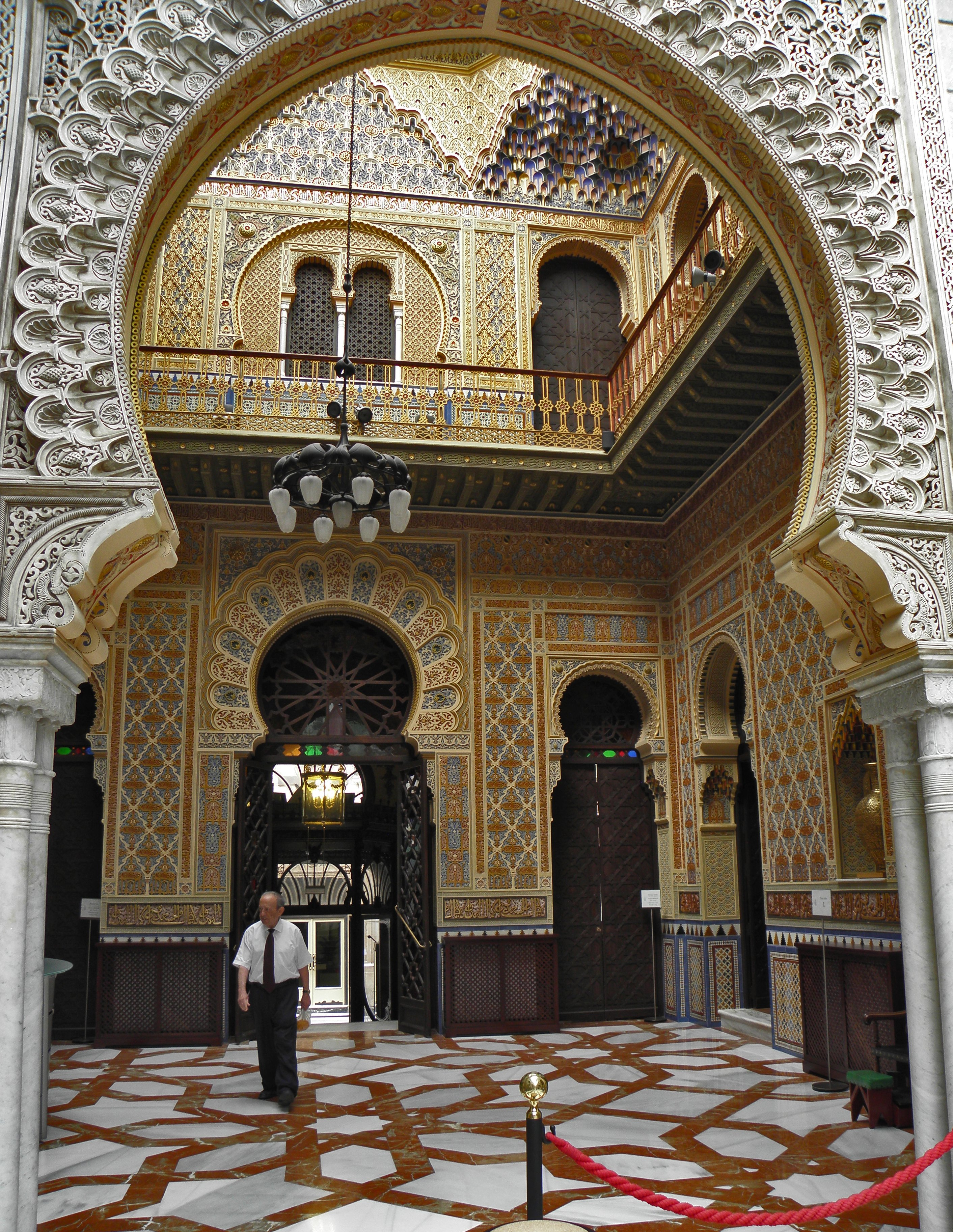
Casino de Murcia
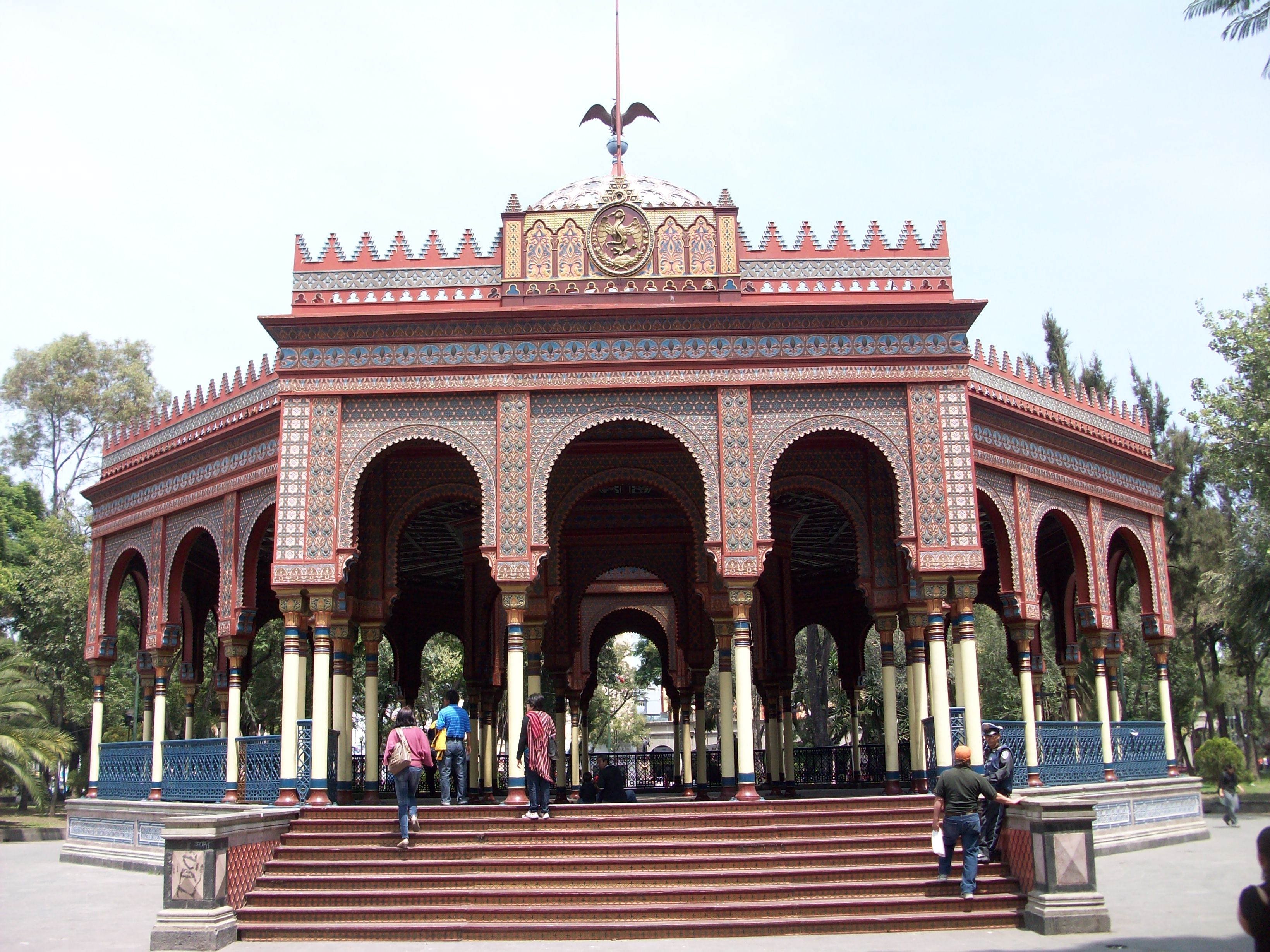
Kiosco morisco
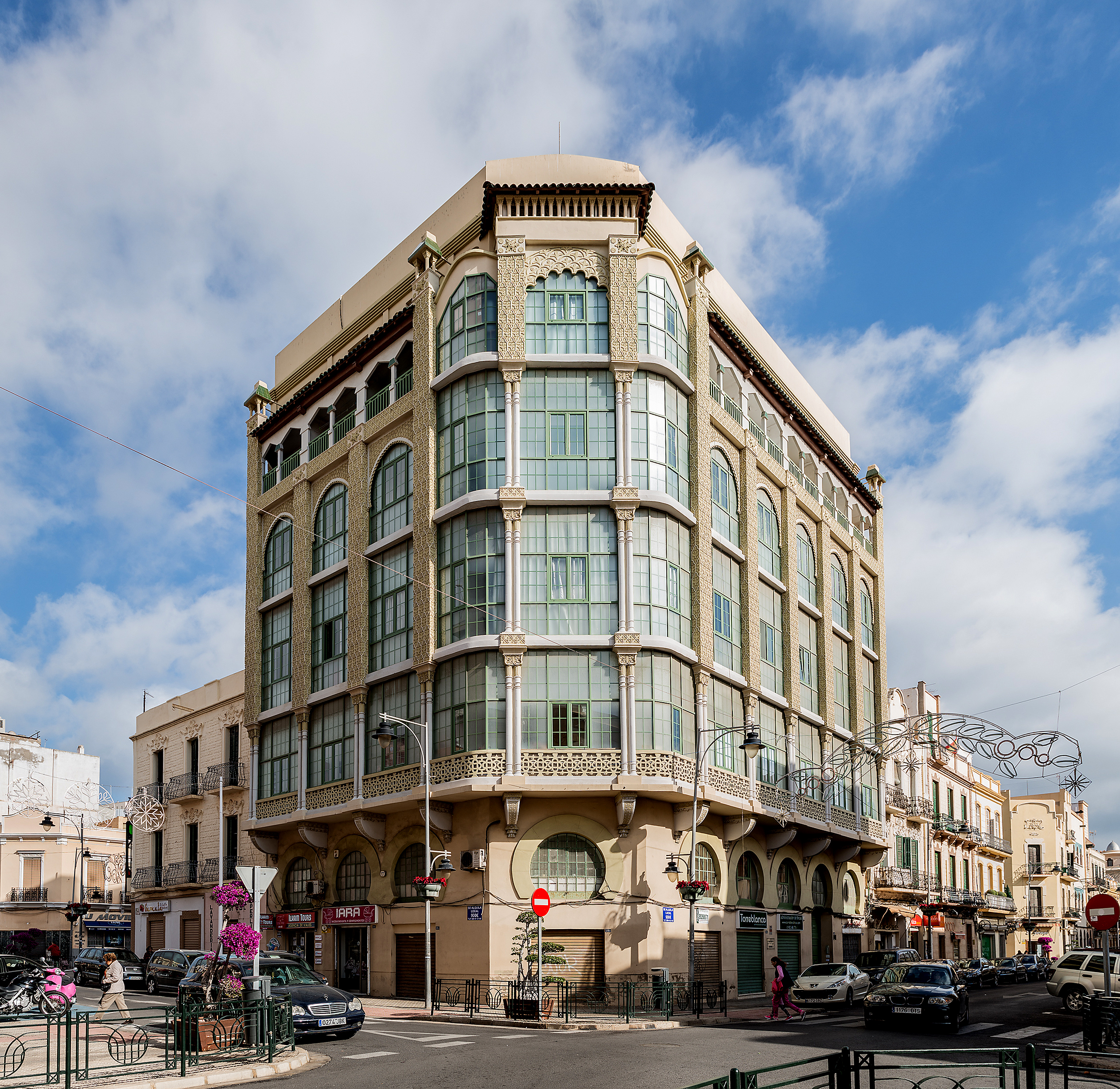
Casa de los Cristales